# Paul Salisch
Paul Salisch (* 18. Januar 1919) ist ein ehemaliger deutscher Fußballspieler. In seiner Karriere war er für den SC Union Oberschöneweide in der Gauliga Berlin-Brandenburg sowie den SC Union 06 Berlin in der Berliner Vertragsliga aktiv und nahm mit beiden Mannschaften an der Endrunde um die deutsche Fußballmeisterschaft teil. In der Saison 1950/51 wurde er mit 29 Treffern zudem Torschützenkönig der Vertragsliga.

## Laufbahn

### Bis 1950: Union Oberschöneweide
Salisch begann seine Karriere in der Jugend des SC Union Oberschöneweide, wo ihm auch der Sprung in die erste Männermannschaft gelang, die in der Gauliga Berlin-Brandenburg spielte. In der Saison 1939/40 gewann er mit seinen Mannschaftskameraden nach zwei Entscheidungsspielen gegen Blau-Weiß 90 Berlin die Gau-Meisterschaft und zog damit in die Endrunde um die deutsche Fußballmeisterschaft 1940 ein. Die Mannschaft um Mittelläufer Herbert Raddatz setzte sich in den Gruppenspielen gegen den VfB Königsberg und den VfL Stettin durch und trat dann in zwei Ausscheidungsspielen im Juni gegen den SK Rapid Wien an. Wiens Mittelstürmer Franz Binder entschied im Alleingang mit drei Treffern das Rückspiel für Rapid und für die Männer aus der Wuhlheide war damit die Endrunde vorbei. Der Allroundstürmer Salisch, der am häufigsten die Position des Halbstürmers bekleidete, absolvierte alle sechs Spiele und erzielte dabei auch sechs Treffer.
Danach hatten die „Schlosserjungs“, so der Spitzname der Unioner, weniger Erfolg und stiegen kurzzeitig aus der Gauliga ab. Diese Jahre wurden jedoch vom Zweiten Weltkrieg überschattet, der auch für Salisch Folgen hatte. So wurde er erst 1949 aus der Kriegsgefangenschaft entlassen. Kurz darauf schloss sich „Mungo“, so sein Spitzname, im Laufe Saison 1949/50 den inzwischen in der Berliner Stadtliga spielenden Unionern an. Er absolvierte noch 14 von 22 Rundenspielen für das von Johannes Sobek trainierte Team und war auch in den zwei Ausscheidungsspielen am 14. und 17. Mai 1950 zur Ermittlung des Berliner-Vizemeisters für die Endrundenteilnahme gegen den Berliner SV 92 aktiv. Union gewann beide Spiele und war damit für die Endrunde qualifiziert.

### 1950–1955: SC Union 06 Berlin
Allerdings hatte der Deutsche Sportausschuss der frischgegründeten DDR den Ost-Berlinern verboten, zu dem in Kiel angesetzten Spiel gegen den Hamburger SV anzutreten. Ein Großteil der Unioner Mannschaft setzte sich darüber hinweg und trat am 28. Mai 1950 in Kiel zum Spiel gegen den HSV an, welches aber mit 0:7 Toren verloren ging. Die abgespaltene Mannschaft des Berliner Vizemeisters wechselte nach West-Berlin, gründete am 9. Juni den SC Union 06 Berlin und nahm das Vertragsspielerstatut zur Runde 1950/51 an. In dieser Phase verlor Union auch im Berliner-Pokal das Halbfinalspiel gegen den Meister Tennis Borussia am 14. Juni mit 0:2 Toren.
In den Jahren 1951 und 1952 wiederholte sich für Salisch und seine Mannschaftskameraden der Union noch zweimal die Erringung der Vizemeisterschaft in Berlin. Persönlich ragt dabei für den 32-jährigen „Mungo“ Salisch die Erringung der Torjägerkrone 1951 mit 29 Treffern vor den TeBe-Schützen Hans Berndt und Horst Schmutzler heraus. Beim 4:0-Erfolg am 31. Dezember 1950 gegen Blau-Weiß 90 Berlin zeichnete sich der Torjäger als vierfacher Torschütze aus. Als Berlin am 11. Februar 1951 das erste internationale Nachkriegsstädtespiel vor 90.000 Zuschauern im Olympiastadion gegen Zürich austrug, stürmte Salisch im Angriff an der Seite von Erwin Wax, Berndt, Schmutzler und Fritz Wilde. In der 30. Minute brachte er die Berliner mit 1:0 in Führung. Alfred Bickel war für die zwei Treffer der Eidgenossen zum 2:2 Endstand verantwortlich. Zum Titelgewinn in der Saison 1952/53 konnte Salisch in dreizehn Einsätzen nochmals fünf Tore beisteuern. In der Endrunde gehörte der Routinier in den Spielen gegen den VfB Stuttgart, Borussia Dortmund und den Hamburger SV der Stammbesetzung von Union an.
Mit 36 Jahren absolvierte Paul Salisch am 1. Mai 1955 bei der 1:4-Heimniederlage gegen Wacker 04 Berlin sein letztes Spiel in der Berliner Stadtliga. Von 1950 bis 1955 wird er in der Statistik mit 83 Stadtligaeinsätzen und 49 Toren geführt.

## Erfolge
- Berliner Meister: 1940 und 1953
- Teilnahme an der Endrunde um die deutsche Meisterschaft: 1940, 1950 und 1953